# Dhuaya

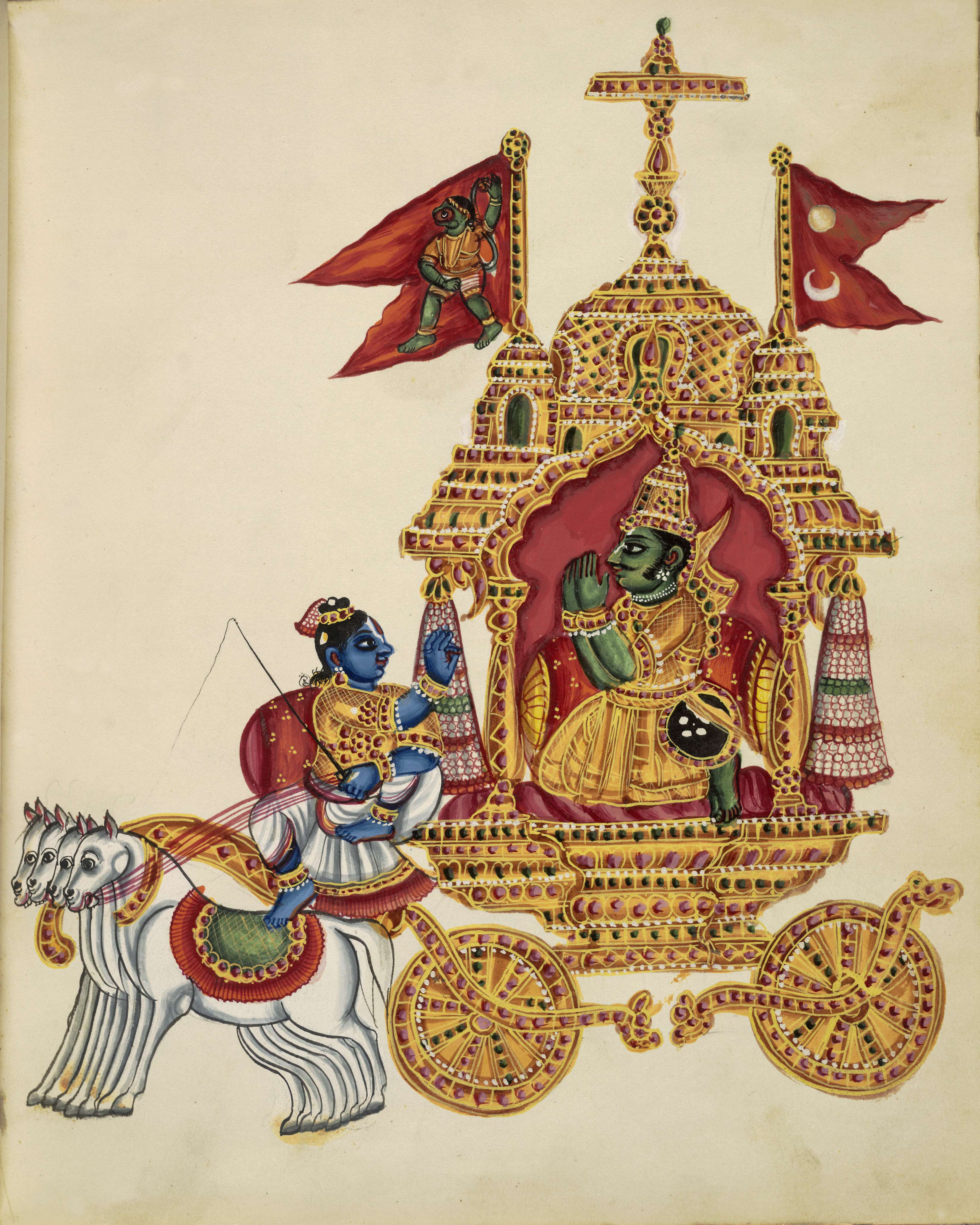
El dios Krisná maneja el carro del guerrero Áryuna, que estaba adornado con la bandera del dios mono Jánuman.

La dhuaya es la palabra sánscrita que significa ‘bandera’ o ‘estandarte’.
Es uno de los asta-mangala, los ‘ocho [símbolos] auspiciosos’.

## Nombre

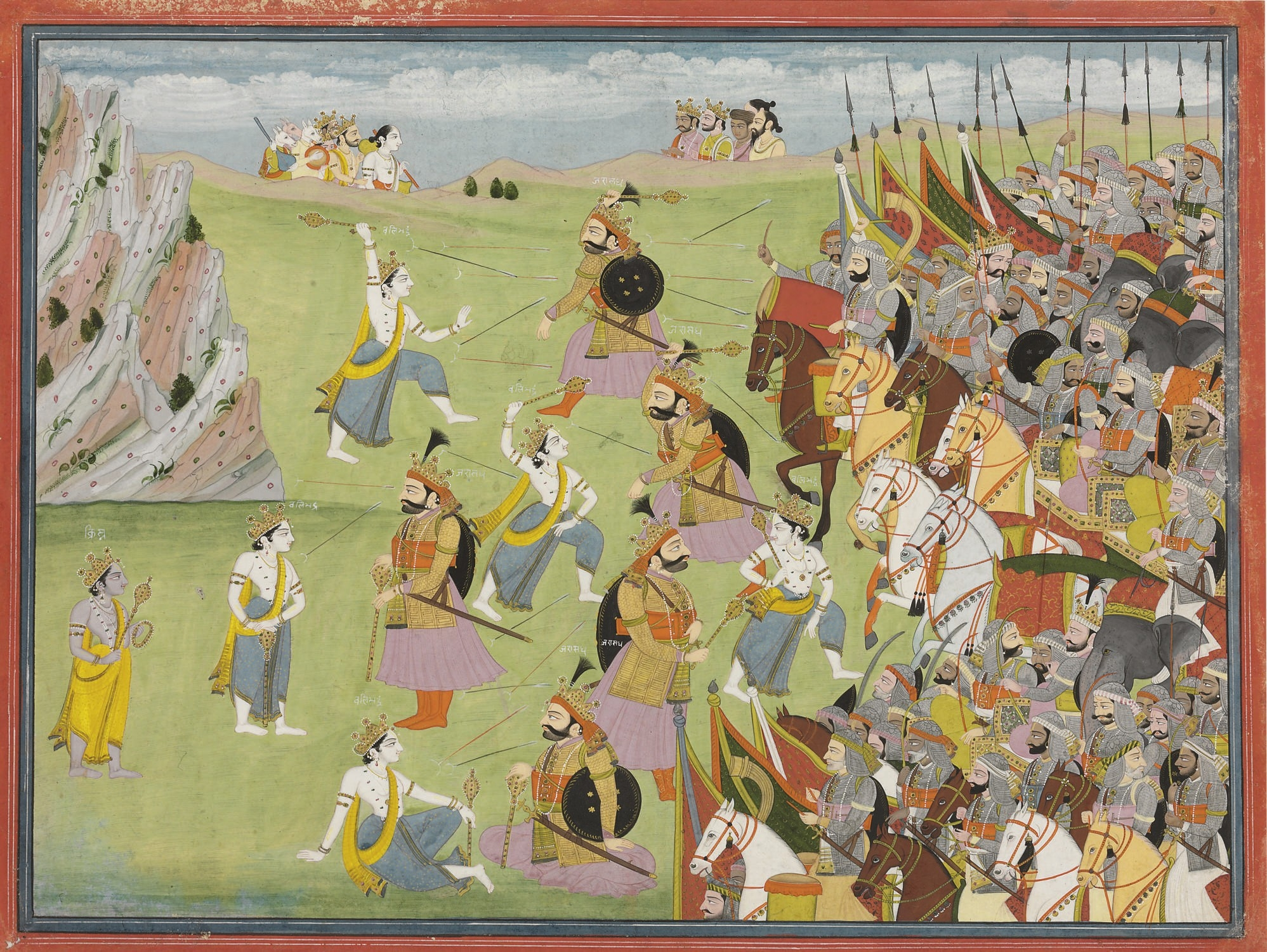
Pintura (hacia 1810 o 1820) del Majabárata, que presenta ―en cinco viñetas― al dios Baladev peleando contra el general Yarasandha. A la derecha el ejército presenta varios estandartes (pero al estilo mogol, entre los siglos a).

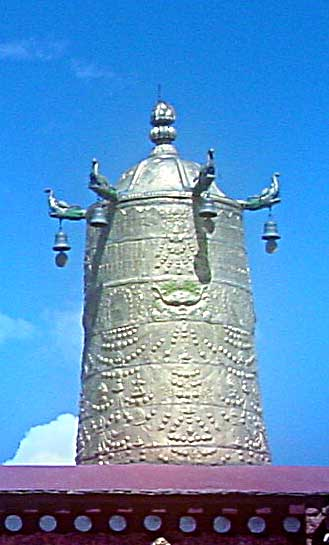
Una dhuaya en el techo del monasterio Jokhang.

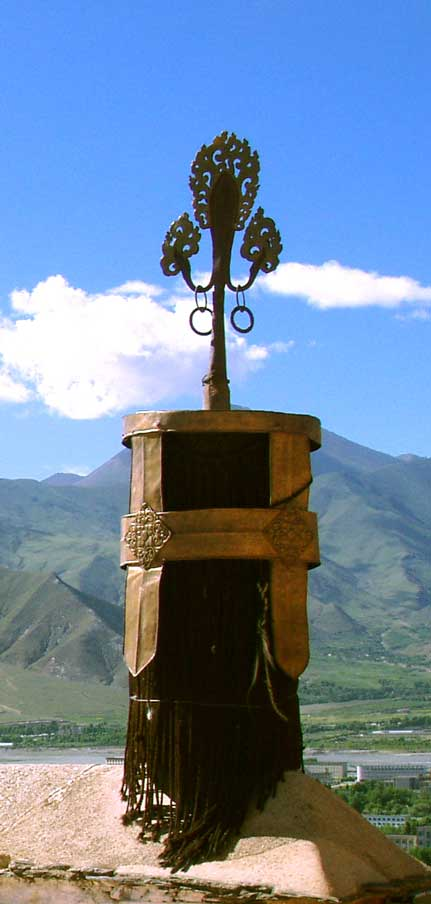
Un diseño de dhuaya con tridente y seda negra, en el techo del Palacio Potala, en Lhasa (Tíbet).

- ध्वज, en escritura devanagari del sánscrito.[1]
- dhvaja, en el sistema AITS (alfabeto internacional para la transliteración del sánscrito).[1]
- Pronunciación:
  - /dJuayá/ en sánscrito clásico[1]
  - /duasha/ o /duash/ en varios idiomas modernos de la India, como el bengalí, el hindi o el urdu.
- Etimología: ‘bandera’.[1]

## En el hinduismo
Ya en el Rig-veda (el texto más antiguo de la India, de mediados del II milenio a. C.), la dhuayá era un estándar militar en los carros de guerra de la antigua India.
En el texto épico mitológico Ramaiana (siglo III a. C.), al dios mono Jánuman se le llamaba Áryuna Dhuayá (‘bandera blanca’).
En el texto épico mitológico Majabárata (siglo III a. C.), al guerrero Áryuna se le llamaba Kapi Dhuayá (‘bandera del mono’), y Vanara-vara Dhuayá (‘bandera del mejor de los vanaras’) porque en la bandera de su carro de guerra llevaba un imagen del dios mono Jánuman, el príncipe de la raza vanara.
Al dios Shiva se le llamaba Rishabha Duasha (el que tiene una bandera con un toro).
Al dios Skandá (hijo del dios Shiva) se le llamaba Kukuta Dhuayá o Krikavaku Dhuayá (‘bandera del gallo’).
Al dios Visnú y al dios Krisná se le llamaba Khaguendra Dhuayá (‘bandera del rey de los que se mueven en el aire’, el ave Garuda) o Tarksia Dhuayá (‘bandera de Garuda [el hijo de Tarksa]’).
En el poema Raya-taranguini al fuego se lo llama yuala-dhuayá (‘bandera llameante’).
En los cultos brahmánicos, la dhuayá toma la apariencia de una columna alta (dhuayá-stambha: ‘columna-bandera’) erigida en la plaza de los templos.

## En la arquitectura tibetana
En idioma tibetano, las insignias se llaman:
- རྒྱལ་མཚན, en letra tibetana.
- rgyal-msthan, en transliteración Wylie del idioma tibetano.

Dentro de la tradición tibetana se presenta una lista de once formas diferentes de banderas que representan once métodos específicos para la superación de kleshas (‘impurezas’, en sánscrito). Las variaciones de diseño de la dhuayá se puede ver en los techos de los monasterios tibetanos (como los de Gompa o Vihara) para simbolizar la victoria de Buda sobre cuatro mara (‘muertes’).
La forma más tradicional de la bandera de la victoria se forma como una bandera cilíndrica montada sobre un largo eje o poste de madera. La parte superior de la bandera tiene la forma de un pequeño chatra (‘parasol’ o ‘sombrilla’ en sánscrito) de color blanco, que está rodeado por una chintámani (‘joya [que concede] deseos’, en sánscrito). Esta sombrilla con forma de cúpula posee una cresta de oro con bordes de makaras (monstruos mitológicos) colgantes, y un pañuelo de seda ondulante de color amarillo o blanco (khata en sánscrito).
La bandera de la victoria sostenida en una mano es un atributo de muchos dioses, particularmente aquellos asociados con la riqueza y el poder, como Vaisravana, el gran rey guardián del norte.
Tradicionalmente se colocan dhuayás en las cuatro esquinas del techo de los monasterios y los templos budistas, como cilindros generalmente de cobre batido (creados con una técnica similar a la toréutica).
Los adornos del techo suelen adoptar la forma de una pequeña sombrilla circular coronada por una joya chintámani (‘joya que cumple deseos’), con cuatro u ocho cabezas de makara en el borde de la sombrilla, y campanillas de plata. (Véase la dhuayá de Jokhang, a la derecha).
En el techo también se muestra normalmente una bandera de la victoria más pequeña formada por un marco de cobre batido, colgada con seda negra y coronada por un trishula (‘tridente’, en sánscrito) llameante. (Véase la dhuayá en el techo del palacio de Potala, en Tíbet).